# Saint-Just (Ille-et-Vilaine)
Saint-Just település Franciaországban, Ille-et-Vilaine megyében. Lakosainak száma 1103 fő (2022. január 1.). Saint-Just Bruc-sur-Aff, Langon, Pipriac, Renac, Sixt-sur-Aff és Saint-Ganton községekkel határos.

## Népesség
A település népessége az elmúlt években az alábbi módon változott:
| Lakosok száma | 1120 | 1024 | 997  | 1009 | 1097 | 1081 | 1065 | 1055 | 1070 | 1103 |
|               | 1968 | 1982 | 1990 | 2006 | 2013 | 2015 | 2017 | 2019 | 2020 | 2022 |